# Zygosepalum
Zygosepalum là một chi phong lan trong họ Orchidaceae.

## Hình ảnh

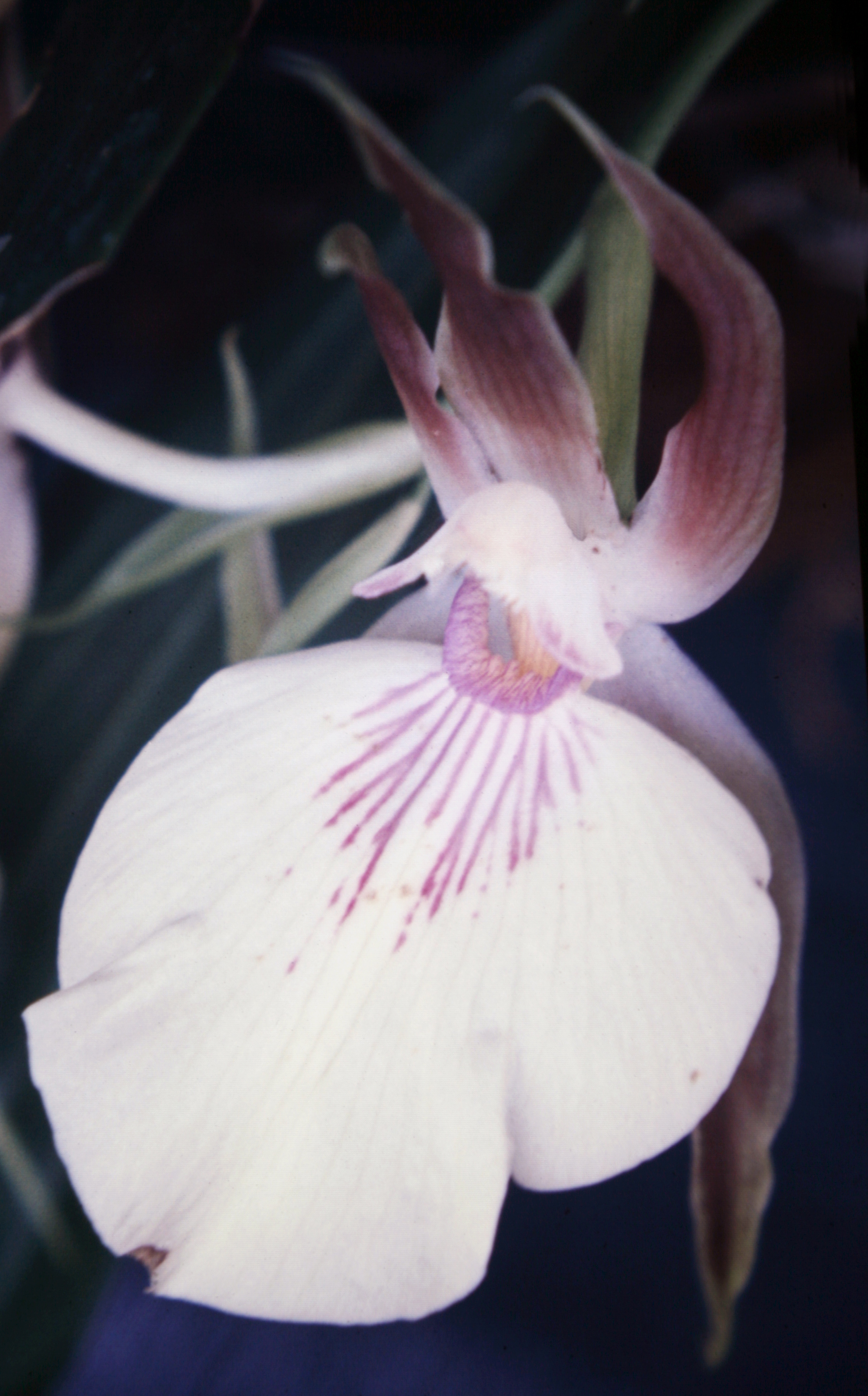
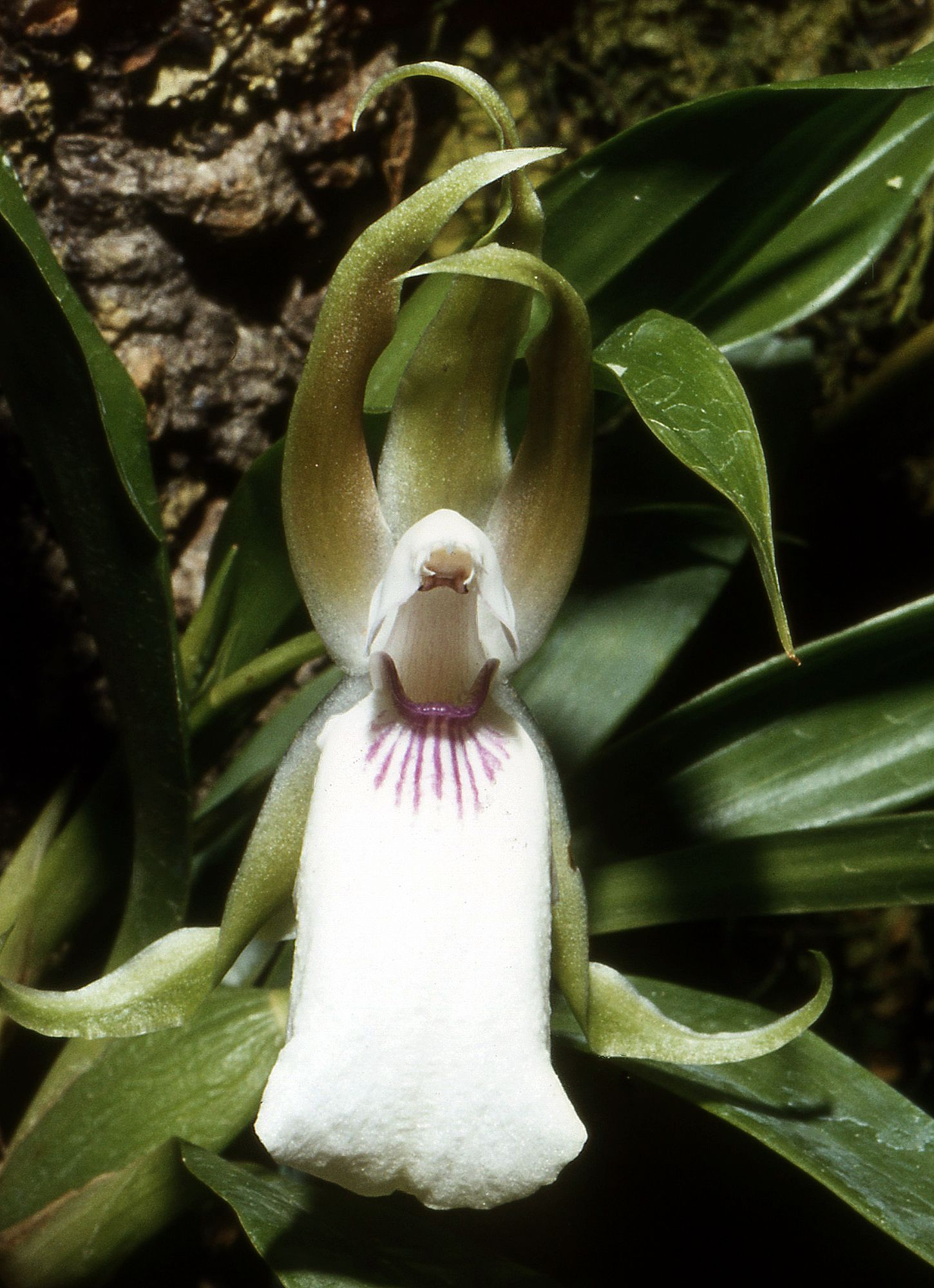